# Niebiański Duch Przewodni
Niebiański Duch Przewodni – w mitologii japońskiej drugi syn Amaterasu. Wywodzić się od niego ma ród Izumo, z którego z kolei pochodzą współczesne rodziny Senge i Kitajima.

## Imię
Według prof. Wiesława Kotańskiego znaczenie imienia jest niejasne. Ho może oznaczać „żagiel, kłos, ogień, przodowanie, sto”, a hi „słońce, lód, rodzaj cyprysu, duch, czółenko tkackie”. Niestosowne zdaje się w takim razie utożsamianie ducha z jakąś konkretną dziedziną władzy, jak robią to niektórzy, stąd w polskim przekładzie imię jest raczej ogólne.

## Mitologia
Według Księgi dawnych wydarzeń Niebiański Duch Przewodni powstał z mgiełki tchnienia Susanoo, który podczas rywalizacji z Amaterasu przeżuł i wypluł szczęścionośne krzywulce, które bogini słońca miała wplecione w prawy pukiel włosów. Niebiańskiemu Duchowi Przewodniemu urodził się syn, Duch Dzielnie i Gorliwie Zagarniający, którego potomkowie władali m.in. prowincją Izumo.
Gdy Amaterasu postanowiła, że jej najstarszy syn, Święty Duch o Zesłanych Przez Niebo Zaletach Przyśpieszający Zwycięstwo Najszczerszej Prawdy, będzie rządził Krajem Pośród Uprawnych Pól, okazało się, że zamieszkujące tę krainę ziemskie duchy są bardzo hałaśliwe. Podczas narady Duch z Nadmiarem Pomysłów i osiemset miriad innych duchów stwierdziło, że poślą na ziemię Niebiańskiego Ducha Przewodniego, by je uspokoił, wkupując się w łaski Wielkiego Pana Błogosławiącego Ziemi. Gdy Niebiański Duch Przewodni nie wracał przez trzy lata, posłano Młodziana Potrafiącego się Oderwać od Nieba.